# 翁仔灯
翁仔灯（俗写安仔灯）是指广东省揭阳市榕城区，用泥捏成的玩偶一样的小人物，绘上五颜六色的服饰，放到通花雕木灯橱里，组成历史、戏剧人物故事的屏灯。自明朝隆庆年间开始至今已有四百多年的历史。 

## 民俗
广东省潮汕地区的揭阳市榕城区北环城路的郑厝门楼，每年的元宵节前，都要摆灯屏，从正月十一日至十五日，一连五天，夜以继日，成为古城揭阳一道亮丽、独特的风景线。
当地有民俗谚语：“看翁仔灯抱白弟”，有祈求新年财丁兴旺的意涵。

## 传说
相传明朝初年，有一位外号虱母仙的著名堪舆师何野云云游至揭阳，受到榕城郑厝族人的热情邀请，为其族人设计一座门楼。虱母仙设计的门楼三进厅，因堪舆属“离”位，离在八卦中属火，故中厅不能盖顶。
门楼建成后，人们看见这座建筑看起来并不完整，于是将其戏称为“破门楼郑”。明隆庆年间，郑厝门楼定于正月在门楼内摆灯屏，祈求财丁兴旺、幸福吉祥。

## 非物质文化遗产
2017年，“榕城破门楼郑翁仔灯习俗”申遗成功，成为广东省第五批省级非物质文化遗产代表性项目。